# Szákszend, Komárom-Esztergom
Szákszend  este un sat în districtul Oroszlány, județul Komárom-Esztergom, Ungaria, având o populație de 1.532 de locuitori (2011). 

## Demografie
Componența etnică a satului Szákszend
     Maghiari (98,97%)
     Alții (1,03%)
Componența confesională a satului Szákszend
     Romano-catolici (42,89%)
     Luterani (17,1%)
     Reformați (14,1%)
     Fără religie (7,83%)
     Necunoscută (17,75%)
     Atei (0,33%)
     Alte religii (0,39%)
Conform recensământului din 2011, satul Szákszend avea 1.532 de locuitori. Din punct de vedere etnic, majoritatea locuitorilor (98,97%) erau maghiari. Nu există o religie majoritară, locuitorii fiind romano-catolici (42,89%), luterani (17,1%), reformați (14,1%) și persoane fără religie (7,83%). Pentru 17,75% din locuitori nu este cunoscută apartenența confesională.